# Alfonso De Franciscis
Alfonso De Franciscis   (Nàpols, 7 de novembre de 1915 - Nàpols, 18 de febrer de 1989) va ser un arqueòleg italià.

## Biografia

### Estudis i les primeres excavacions
Va ser alumne de Pirro Marconi en la Universitat de Nàpols Frederic II, amb qui es va graduar amb una tesi sobre retrat romà a les col·leccions del Museu Arqueològic Nacional de Nàpols, obra que es va publicar dos anys més tard. A les aules universitàries va conèixer el contemporani Mario Napoli, el company universitari del qual es va convertir en amistat i, finalment, en un vincle d'afinitat, quan Mario Napoli es va casar amb la seva germana Rosa de Franciscis.

Les primeres experiències d'excavació, sota els auspicis del professor Marconi, els va fer a Albània, l'any 1938. A la zona arqueològica de Butrot, a més de la direcció de les excavacions, també va tenir l'encàrrec de muntar ex novo el museu arqueològic local.

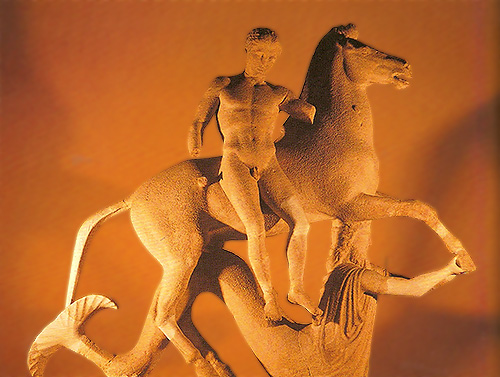
Una de les dues estàtues del grup escultòric dels Dioscurs de Locri, recomposta per Alfonso de Franciscis. Museu Nacional de la Magna Grècia.

Els anys 1939-1940 va ser a Atenes, a l'Escola Arqueològica Italiana, on va conèixer Alessandro Della Seta, que llavors dirigia la institució, abans de la seva «depuració» després de la promulgació de les lleis racials feixistes.
A partir de 1950 va assumir la docència d'Arqueologia a la Universitat de Salern mentre, ja l'any anterior, sota la superintendencia d'Amedeo Maiuri, va exercir la funció d'Inspector de la Superintendencia de Nàpols.

### Superintendència de Calàbria
El 1954 va deixar els dos càrrecs quan va ser cridat al capdavant de la Superintendència de Reggio Calàbria. L'any següent compaginarà la funció de superintendent amb altres càrrecs universitaris, cridat a la Universitat de Messina per als ensenyaments d'Arqueologia i Història de l'Art Antic.
Els anys del 1954 al 1960, passats entre Messina i Reggio, el van veure com l'arquitecte de la reorganització de les exposicions del Museu Arqueològic de Reggio de Calàbria i l'autor d'importants iniciatives d'excavació a Crotona, a Reggio i, entre les més fructíferes, les campanyes arqueològiques a Locres Epizefiris, amb les excavacions al temple jònic del barri de Marasà, el descobriment d'una de les dues estàtues de marbre del grup escultòric dels Dioscurs, i la important troballa de les tauletes de bronze pertanyents a l'arxiu del Temple de Zeus.

### Superintendència de Nàpols
L'any 1961 va interrompre la seva experiència a Calabria per succeir a Maiuri a la Superintendencia de Nàpols, càrrec que ocuparà fins al 1976. Com abans, es va incorporar al despatx de superintendent de l'activitat universitària de la Facultat de Lletres, on va tenir com a col·legues Attilio Stazio, Alfonso Mele, Fausto Zevi, Marcello Gigante, i Laura Breglia. Al llarg del temps, va tractar diversos ensenyaments en l'àmbit disciplinari de les antiguitats clàssiques, com l'etruscologia, les antiguitats itàliques, la història de l'art greco-romà i, finalment, l'arqueologia, docència que va exercir, com a professor titular, fins a l'any 1987. En els mesos següents, que el van separar per l'aparició d'una malaltia i la consegüent mort, va continuar ensenyant a l'Escola d'Especialització en Arqueologia de la Universitat de Nàpols Frederic II.
El seu nom està lligat a la Campània a les excavacions realitzades a Càpua, Sant'Angelo in Formis, Capri, a les exploracions de la Vil·la de Poppea a Oplontis, la Villa de Giulio Polibio a Pompeia i, a la zona flegrea, en les troballes d'arqueologia submarina, a Baiae i a la recerca realitzada al Sacellum Augustalium de Misenum.
El 1979 va ser l'organitzador de la conferència internacional La regió enterrada pel Vesuvi. Estudis i perspectives, celebrat a Nàpols entre l'11 i el 15 de novembre.

## Publicacions
- «Ritratti romani del Museo Nazionale di Napoli». A: Memorie dell'Accademia di Archeologia, Lettere e Belle Arti di Napoli (en italià). VI.  Nàpols: Società Reale di Napoli, 1939, 1942.
- Il ritratto romano a Pompei (en italià).  Gaetano Macchiaroli editore, 1951.
- Templum Dianae Tifatinae (en italià). I.  Archivio storico di Terra di Lavoro, 1956, p. 62 i seg..
- Mausolei romani in Campania (en italià).  Nàpos: Edizioni scientifiche italiane, 1957. (amb Roberto Pane).
- Fonti per la storia della scultura in Magna Grecia (en italià).  Reggio Calabria: La Rocca, 1959.
- Il Museo nazionale di Reggio Calabria (en italià), ,1959.
- Novità al Museo nazionale di Reggio Calabria (en italià), 1959.
- Agálmata - Sculture antiche al Museo nazionale di Reggio Calabria (en italià).  Nàpols: L'Arte Tipografica, 1960.
- Gli Italici del Bruzio nei documenti epigrafici (en italià).  Nàpols: L'Arte Tipografica, 1960. (amb Oronzo Parlangeli).
- Calabria (en italià).  Milà: Electa Editrice, 1962.(amb Umberto Bosco).
- Il Museo nazionale di Napoli (en italià).  Cava de' Tirreni: Di Mauro, 1963.
- Le statue della grotta azzurra nell'isola di Capri (en italià).  Capri: Azienda autonoma di soggiorno e turismo.
- Pompeii-Herculaneum and the Villa Jovis Capri, past and present (en italià).  Vision Publications, 1964.
- La pittura pompeiana (en italià).  Sadea/Sansoni editore, 1965.
- «Underwater discoveries around the Bay of Naples» (en italià). Archaeology, XX, 1967, pàg. 209-216.
- Pompei (en italià).  Istituto Geografico De Agostini, 1968.
- Note sull'arte dell'Italia antica (en italià).  Libreria scientifica editrice, 1969.
- «Sculture connesse con la Scuola medica di Elea» (en italià). La Parola del Passato, XXV, pàg. 267-284.
- Ricerche sulla topografia e i monumenti di Locri Epizefiri (en italià).  Libreria scientifica editrice, 1971.
- Stato e società in Locri Epizefiri (en italià).  Nàpols: L'Arte Tipografica, 1972.
- Pompeji (en italià).  Interdipress, 1972. (amb S. Kunstverlag).
- Lezioni di archeologia (en italià).  Libreria scientifica editrice, 1972.
- Considerazioni sull'architettura greca arcaica (en italià).  Nàpols: Libreria scientifica editrice, 1973.
- «La villa romana di Oplontis» (en italià). La Parola del Passato. Gaetano Macchiaroli editore, CLIII, 1973, pàg. 453-466.
- Ercolano e Stabia (en italià).  Istituto Geografico De Agostini, 1974.
- The National Archaeological Museum of Naples (en italià).  Interdipress, 1974.
- The Pompeian Wall Paintings in the Roman Villa of Oplontis (en italià).  A. Bongers, 1975. ISBN 9783764702793.
- The buried cities (en italià).  Istituto Geografico de Agostini, 1978.
- Pompeii & Herculaneum, Crescent Books, 1978 (en italià).
- The Buried Cities : Pompeii & Herculaneum (en italià).  Orbis Books, 1978. ISBN 9780856130922.
- Il santuario di Marasà in Locri Epizefiri (en italià).  Gaetano Macchiaroli editore, 1979.
- Immagini virgiliane: dal poeta al mago (en italià), 1981. (introducció de Fulvio Tessitore, comentari de A. de Franciscis).
- «La regione sotterrata dal Vesuvio. Studi e prospettive» (en italià). Acte del Congrès Internacional 11-15 de novembre de 1979 [Nàpols], 1982.
- La villa romana del Naniglio di Gioiosa Ionica: relazione preliminare delle campagne di scavo 1981-86 (en italià).  Bibliopolis, 1988. ISBN 9788870882025.
- Amedeo Maiuri nel centenario della nascita (en italià).  Premessa di Giovanni Pugliese Carratelli. Memorie dell'Istituto Italiano per gli Studi Filosofici, Bibliopolis, 1990. ISBN 978-88-7088-192-9. (amb Marcello Gigante, Mario Capasso, Benito Iezzi)
- Pompeii (en italià).  Vision, 1995.
- Pompeii, Herculaneum (en italià).  Vision, 1996.
- Il sacello degli Augustali a Miseno (en italià).  l'Arte tipografica, 1991.
- Pantings and mosaics in Pompei Herculanum Stabia (en italià).  Nàpols: Casa del Giornale.

## Honors i membresia
- President de l'associació internacional Amici di Pompei.
- President de la Fondazione Maria Raffaella Matarazzo a Caramello Pro Ercolano.
- Membre ordinari de l'Institut Arqueològic Alemany.
- Membre de la Reale Accademia di Lettere, Archeologia e Belle Arti di Napoli.
- Membre de l'Istituto Italiano di Preistoria e Protostoria.
- Membre de l'Istituto Italiano di Paleontologia umana.
- Membre corresponent de la Pontificia Accademia Romana di Archeologia.
- Membre ordinari de l'Accademia Pontaniana (classe di storia, arqueologia i filologia).
- Membre corresponent de l'Istituto di Studi Etruschi ed Italici.
- Membre de la Junta Directiva del Centro Internazionale di studi numismatici.
- Membre de la Direcció del Centro Internazionale per lo Studio dei Papiri Ercolanesi.
- Oficial de l'Ordre del Mèrit de la República Italiana.